# Mogera tokudae
Mogera tokudae là một loài động vật có vú trong họ Talpidae, bộ Soricomorpha. Loài này được Kuroda mô tả năm 1940.

## Hình ảnh

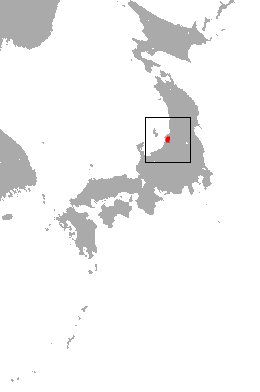